# Crinia georgiana
Crinia georgiana é uma espécie de anfíbio da família Myobatrachidae. É endêmica da Austrália.

## Descrição
Crinia georgiana é um anfíbio baixo que parece achatado e tem uma cabeça grande e membros curtos. Característica de sua família, tem os dedos das mãos e pés longos e sem membranas. 
A pele dorsal pode ser lisa, mas geralmente é esburacada ou tuberculosa, enquanto a parte inferior é finamente granular. O gênero é polimórfico, o que significa que há grande variação na cor e textura da pele dentro de cada espécie.
Sua coloração varia de laranja a marrom a quase preto nas costas, e pode incluir marmoreio marrom ou listras marrons em ambos os lados das costas, que ajudam na camuflagem. A barriga dos machos é acinzentada, enquanto as fêmeas têm um abdômen branco brilhante; ambos têm uma mancha branca na base de cada membro.
A virilha e coxa são vermelhas brilhantes e as pálpebras superiores são vermelhas ou douradas. Suas mãos são de cor pálida. Esses traços são característicos da espécie.

## Distribuição
Esta espécie ocorre em planícies costeiras e florestas onde há bastante água rasa no inverno. Ele habita o meio entre a vegetação ao lado de riachos.
Os seus habitats naturais são: florestas temperadas, matagal de clima temperado, matagais mediterrânicos, campos de gramíneas subtropicais ou tropicais secos de baixa altitude, rios, rios intermitentes, áreas húmidas dominadas por vegetação arbustiva, pântanos, lagos de água doce, lagos intermitentes de água doce, marismas de água doce, marismas intermitentes de água doce, lagoas costeiras de água doce.
Em meios artificiais, pode existir em pastagens, plantações, jardins rurais, áreas de armazenamento de água, lagoas, áreas de tratamento de águas residuais, terras irrigadas, áreas agrícolas temporariamente alagadas, canais, valas e vegetação introduzida.
É uma espécie localmente comum, e não foi detectado um declínio notável nas populações no momento; porém, há a possibilidade de que a perda de habitat devido o desenvolvimento litorâneo se torne uma ameaça no futuro.

## Reprodução
Sua época de reprodução ocorre de julho a outubro em noites frias. 

Cerca de 70 ovos grandes são colocados separadamente em águas rasas no solo, em depressões cheias de musgo, às vezes em riachos temporários rasos, em pastagens inundadas ou poças musgosas em afloramentos de granito e até mesmo em sarjetas à beira da estrada.